# FSV Wolfhagen
Der FSV Wolfhagen (offiziell: Fußballsportverein Rot-Weiß Wolfhagen e.V. 1925) ist ein Fußballverein aus Wolfhagen in Nordhessen.

## Geschichte
Der Verein wurde 1925 gegründet. Die Fußballer des FSV Wolfhagen machten 2024 auf sich aufmerksam, als ihnen erstmals der Einzug in die Hessenliga gelang. Am 18. Mai 2024 sicherten sie sich den Meistertitel in der Staffel Nord der Verbandsliga Hessen und stiegen nach nur einem Jahr in dieser Liga in die Hessenliga auf. Die Saison darauf folgte der direkte Abstieg aus der Hessenliga.

## Erfolge
- 2022/2023 Meister der Gruppenliga Kassel 1[2]
- 2023/2024 Meister der Verbandsliga Hessen Nord[3]

## Spielstätte
Die Heimspiele werden auf dem Liemecke-Sportplatz in Wolfhagen ausgetragen. Das Stadion bietet 4000 Plätze.

## Bekannte Spieler
- Vedran Jerković (2024–?) - ehemaliger Spieler in der höchsten kroatischen Liga.